# Senftenberg
Senftenberg (sorbisk: Zły Komorow) er en by i den sydlige del af den tyske delstat Brandenburg, og den er administrationsby i Landkreis Oberspreewald-Lausitz. Den ligger ved floden Schwarze Elster, omkring 20 km nordvest for Hoyerswerda, cirka 60 km nord for Dresden og 35 km sydvest for Cottbus.
Senftenberg blev grundlagt under den tyske østkolonisation. Navnet kommer formentlig fra det tyske ord "Sumpftenburg" (sumpborg). I 1279 er byen nævnt første gang i skriftlige kilder. I middelalderen boede der mellem 300 og 400 mennesker.
Efter en kort tid under Brandenburgs styre i begyndelsen af 1300-tallet kom Senftenberg 1368 under Böhmens styre. 1413 overtog landfogden og panthandleren i Niederlausitz, Hans von Polenz, byen. 1448 købte den sachsiske hertug Friedrich Senftenberg, og de følgende 400 år hørte byen under Sachsen. Sachserne byggede en for denne tid moderne forsvarsborg ved byen.
Efter Wienerkongressen 1815 mistede Sachsen Senftenberg til Preussen.
I slutningen af 1800- og begyndelsen af 1900-tallet oplevede byen et industrielt opsving på grund af brunkulsindustrien. Eftersom brunkul graves i åbne miner, indebar dette, at mange sorbiske byer blev jævnet med jorden, og det sorbiske sprog og den sorbiske kultur blev fortrængt.
I 2004 fejrede byen sit 725 års-jubilæum.

## Venskabsbyer
- Püttlingen, Tyskland
- Nowa Sól, Polen
- Senftenberg, Østrig
- Saint-Michel-sur-Orge, Frankrig
- Veszprém, Ungarn
- Žamberk, Tjekkiet
- Fresagrandinaria, Italien